# 趙全勝
趙 全勝（Zhao QuanSheng, ちょう ぜんしょう、ザオ・チェンシェン、1979年1月15日 - ）は中華人民共和国出身の元野球選手。ポジションは投手。左投左打。

## 経歴・プレースタイル
2006年に2006 ワールド・ベースボール・クラシック中国代表に選出された。
現在は天津ライオンズでプレーしている。左のサイドスローという変則的なフォームを武器に外へ逃げるスライダー、カーブを中心とした左キラーで日本代表の左打者も苦しめた。